# Canton de Liévin-Sud
Le canton de Liévin-Sud est une division administrative française située dans le département du Pas-de-Calais et la région Nord-Pas-de-Calais.

## Géographie
Ce canton est organisé autour de Liévin dans l'arrondissement de Lens. Son altitude varie de 31 m (Éleu-dit-Leauwette) à 106 m (Angres) pour une altitude moyenne de 55 m.

## Histoire

Le canton de Liévin-Sud dans l'arrondissement de Lens

Le canton a été créé en 1982 en divisant en deux l'ancien canton de Liévin.

## Administration
| Période | Période | Identité        | Étiquette | Qualité |
| ------- | ------- | --------------- | --------- | --- |
| 1982    | 2004    | Danielle Darras | PS        | Employée de mairie Adjointe au maire de Liévin Députée européenne (1994-2004) Suppléante du député Jean-Pierre Kucheida |
| 2004    | 2015    | Laurent Duporge | PS        | Permanent politique Maire de Liévin depuis janvier 2013 Elu dans le nouveau Canton de Liévin en 2015                    |

## Composition
Le canton de Liévin-Sud groupe 3 communes et compte 25 576 habitants (recensement de 1999 sans doubles comptes).
| Communes           | Population (2012) | Code postal | Code Insee |
| ------------------ | ----------------- | ----------- | ---------- |
| Angres             | 4 469             | 62143       | 62032      |
| Éleu-dit-Leauwette | 3 107             | 62300       | 62291      |
| Liévin             | 33 427 (1)        | 62800       | 62510      |

(1) fraction de commune.

## Démographie
| 1982 | 1990   | 1999   | 2006   | 2011   | 2012   |
| ---- | ------ | ------ | ------ | ------ | ------ |
| -    | 25 913 | 25 776 | 24 991 | 24 347 | 24 326 |